# Remsa (Windischleuba)
Remsa ist ein Ortsteil von Windischleuba im Landkreis Altenburger Land in Thüringen.

## Lage
Remsa liegt nahe an der Bundesstraße 7 und an der Landesstraße 1355 in der Pleißenaue östlich von Altenburg und südlich von Windischleuba. Die Landschaft um die Gemarkung gehört zum lössbeeinflussten Hügelland um Altenburg am Rande der Leipziger Tieflandsbucht und weist daher beste Ackerbaustandorte auf.

## Geschichte
Das als slawisches Rundlingsdorf Remsa wurde erstmals urkundlich in den Jahren 1165–1170 erwähnt. Remsa gehörte zum wettinischen Amt Altenburg, welches ab dem 16. Jahrhundert aufgrund mehrerer Teilungen im Lauf seines Bestehens unter der Hoheit folgender Ernestinischer Herzogtümer stand: Herzogtum Sachsen (1554 bis 1572), Herzogtum Sachsen-Weimar (1572 bis 1603), Herzogtum Sachsen-Altenburg (1603 bis 1672), Herzogtum Sachsen-Gotha-Altenburg (1672 bis 1826). Bei der Neuordnung der Ernestinischen Herzogtümer im Jahr 1826 kam der Ort wiederum zum Herzogtum Sachsen-Altenburg. Nach der Verwaltungsreform im Herzogtum gehörte er bezüglich der Verwaltung zum Ostkreis (bis 1900) bzw. zum Landratsamt Altenburg (ab 1900). Remsa gehörte ab 1918 zum Freistaat Sachsen-Altenburg, der 1920 im Land Thüringen aufging. 1922 kam das Dorf zum Landkreis Altenburg.
Am 1. Juli 1950 wurde Remsa in der Kerngemeinde Windischleuba eingemeindet, mit dem der Ort 1952 zum Kreis Altenburg im Bezirk Leipzig, 1990 zum thüringischen Landkreis Altenburg und 1994 zum Landkreis Altenburger Land kam. In Remsa lebten im Jahr 2012 176 Einwohner. Außerdem wird die Tradition der Landwirtschaft mit einem Vierseitenhof aus dem Jahr 1746 mit Laubengang mit Porstube gepflegt.

### Remsa (Adelsgeschlecht)
In Remsa bei Windischleuba ist im Mittelalter eine Adelsfamilie von Remsa nachweisbar. Es handelte sich um niederen osterländischen Dienstadel. Nennungen dieser Familie erfolgen etwa zwischen 1200 und 1450. Es wird vermutet, dass diese Familie geschichtlich auch mit dem Ort Remse im Tal der Zwickauer Mulde zusammenhängt. Belegbar ist das urkundlich nicht. Belegt ist aber ein Zusammenhang zwischen Familie von Remsa und den Herren von Schönburg, die im Muldental reichsunmittelbare Rechte ausübten. Die von Remsa waren zeitweise Lehnsnehmer der Schönburger, als sie die Burg Stein im Erzgebirge als Lehen besaßen. Auch in Lichtenstein im Erzgebirge waren die Ritter von Remsa zeitweise als schönburgische Lehnsnehmer ansässig (auf Burg Lichtenstein ?). Es ist noch darauf hinzuweisen, dass die von Remsa, urkundlich als „von Remse“ genannt werden.
Im Burgmuseum der Burg Stein (im Palas) ist eine Infotafel der Burgbesitzer-Familien und ihrer Wappen ausgestellt. Das Wappen derer von Remsa ist dort abgebildet. Nach dieser Infotafel war 1411 „Heinz von Remse der Ältere“ (Adelsgeschlecht Remsa) Lehnsnehmer der Schönburger als Besitzer von Burg Stein bei Hartenstein.